# Stadłowa Przełączka
Stadłowa Przełączka (słow. Štrbina nad Ľadovým) – przełączka położona na wysokości ok. 2405 m n.p.m. znajdująca się w Grani Kończystej w słowackich Tatrach Wysokich. Siodło Stadłowej Przełączki oddziela Turnię nad Drągiem na północy od Igieł nad Drągiem na południu. Stadłowa Przełączka jest wyłączona z ruchu turystycznego i nie prowadzą na nią żadne szlaki.
Polskie nazewnictwo Stadłowej Przełączki pochodzi od polany Stadło znajdującej się na północnych stokach Osterwy. Nazwa słowacka wywodzi się od Zmarzłego Stawu Mięguszowieckiego.

## Historia
Pierwsze wejścia:
- Miklós Szontagh (junior), Zoltán Zsigmondy i Johann Franz (senior), 11 sierpnia 1905 r. – letnie,
- Ivan Gálfy, Juraj Richvalský i Ladislav Richvalský, nocą 13-14 kwietnia 1953 r. – zimowe.